# Borazone
Il Borazon è il nome commerciale per una forma di nitruro di boro, il nitruro di boro cubico (c-BN). Si tratta di un cristallo sintetico ed è uno dei materiali superduri, con una durezza pari a 9,5-10 sulla scala di Mohs. Il borazone è l'unico materiale in grado di incidere il diamante (oltre al diamante stesso); il diamante può incidere il borazone. Si realizza dalla reazione tra l'anidride borica e l'ammoniaca per dare nitruro di boro ed acqua.

## Storia
Il borazone è stato prodotto per la prima volta nel 1957 da Robert H. Wentorf, Jr., un chimico fisico, per la General Electric Company. Nel 1969, General Electric ha adottato il nome Borazon come marchio registrato per il cristallo.

## Produzione
Il borazone è creato per riscaldamento di eguali quantità di boro ed azoto a temperature superiori ai 1800 °C a 7 GPa.
È stato prodotto da GE Superabrasives, divisione di GE Specialty Materials, finché la stessa è stata venduta a Littlejohn & Co. il 31 dicembre 2003. Il marchio è stato venduto a Hyperion Materials & Technologies e da questa è attualmente fabbricato.

## Utilizzi
Il borazone è usato in applicazioni industriali per modellare strumenti, dal momento che può sopportare temperature oltre i 2000 °C, di molto superiori a quelle di un diamante puro (871 °C). Altri impieghi sono la progettazione di gioielleria, taglio di vetri e incisione di diamanti.